# Lago Fontana
Lago Fontana är en sjö i Argentina.   Den ligger i provinsen Chubut, i den sydvästra delen av landet, 1 600 km sydväst om huvudstaden Buenos Aires. Lago Fontana ligger 926 meter över havet. Arean är 81 kvadratkilometer. Den sträcker sig 14,6 kilometer i nord-sydlig riktning, och 24,3 kilometer i öst-västlig riktning.
Trakten runt Lago Fontana består i huvudsak av gräsmarker. Trakten runt Lago Fontana är nära nog obefolkad, med mindre än två invånare per kvadratkilometer.